# Eva Padberg
Eva Padberg (Bad Frankenhausen, 27 de janeiro de 1980) é uma modelo, cantora e actriz alemã que nasceu em Bad Frankenhausen e cresceu em Rottleben.

## Como Modelo
Em 1995 candidatou-se ao concurso Boy & Girl promovido pela Revista Bravo, e conseguiu ficar entre os melhores dez modelos tendo ganho a oportunidade de fazer um Booking para a agência de modelos Louisa Models de Munique.
Após ter acabado os seus estudos secundários, ela começou a sua carreira de modelo profissional em 2001 ao tornar-se a modelo de lingerie da marca Palmers, trabalhou depois em Paris, Londres, Tóquio, Milão e Nova Iorque para costureiros como Ralph Lauren, Calvin Klein e Carolina Herrera tendo efectuado ínumeros desfiles de moda, foi capa das revistas de moda Elle, Harper’s Bazaar, Vogue, Amica, Cosmopolitan, GQ, e Glamour.
Para além dos desfiles de moda e dos ensaios fotograficos para catálogos e revistas de moda, esta tornou-se também numa modelo requisitada para inúmeras campanhas publicitárias, de entre outras:
- Torna-se em 2003 a cara dos cosméticos Astor;
- Em Maio de 2005 apareceu no comercial de televisão da "Gletscher Eis";
- Em Setembro de 2005 tornou-se modelo da marca coreana de automóveis Kia Motors;
- Em 2005 é a modelo da campanha de lançamento dos Nintendogs da Nintendo na Alemanha;
- Em Abril de 2006 é capa da revista de venda por catálogo Otto do Otto Group;[1][5]
- Desde Maio de 2006 que esta promove a nova "König Pilsener Lemon" bebida da marca de cervejas alemã, König Pilsener.

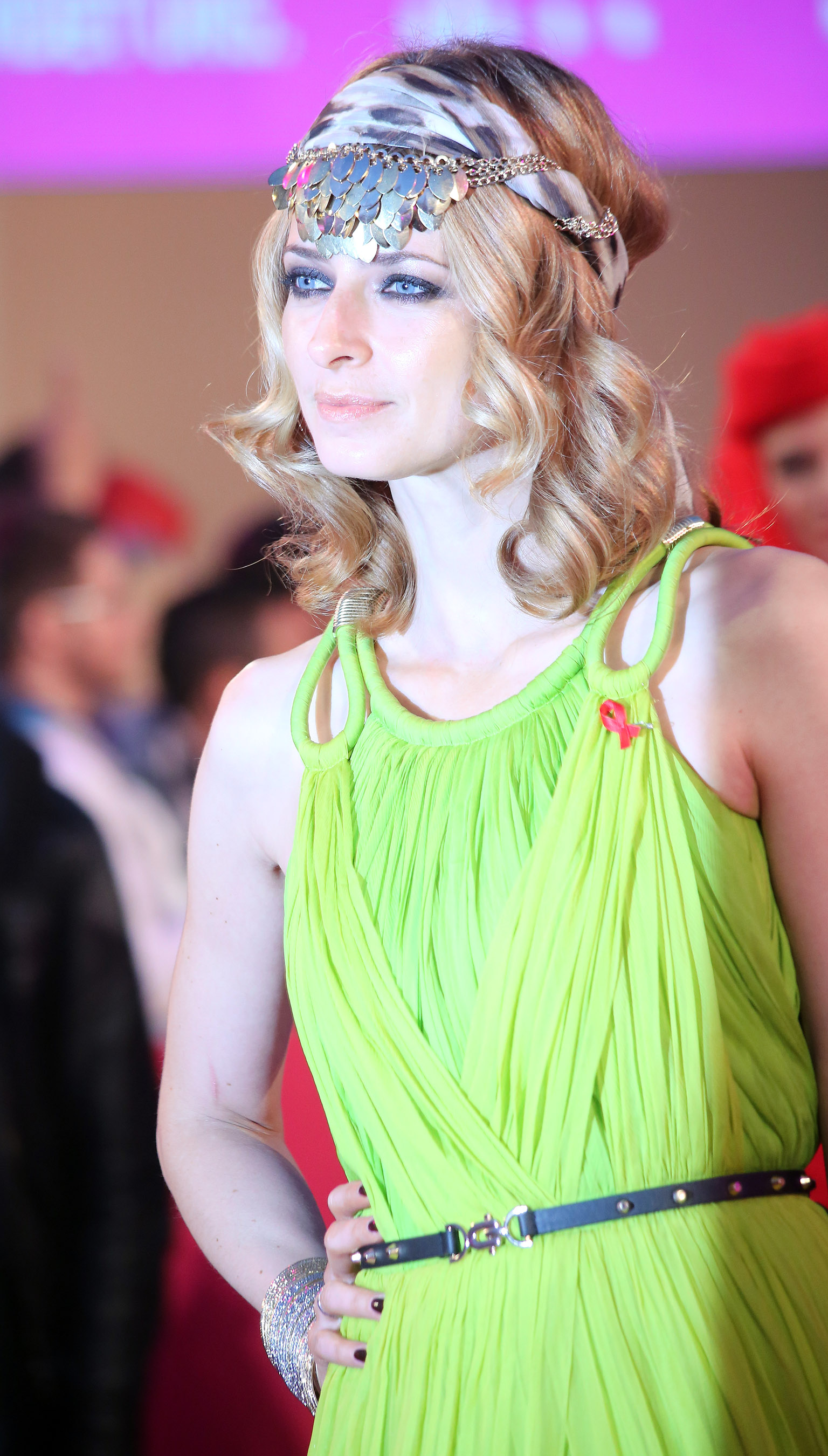
Eva Padberg, Life Ball 2013

Em Maio de 2004 é fotografada para a Playboy germanica por Ellen von Unwerth, no ano seguinte, em Julho, é fotografada para a FHM alemã sendo votada nesta revista e nesse ano como a Mulher mais sexy do mundo.
No ano de 2007 muda de agência de modelos e assina pela Schmitd und Kaiser, de Munique, e desde Maio desse ano que é a embaixadora da marca de automóveis Mercedes-Benz nos eventos Mercedes-Benz Fashion Week, tendo participado nos eventos de Berlim e do México.

## Como cantora
Esta também é a autora e interprete no grupo Dapayk & Padberg, um grupo de música electronica muito popular na Alemanha, para além dela o grupo é constítuido por Dapayk, que é o nome artístico de, Nicklas Worgt, namorado desta desde 1996 e com quem casou em 29 de Julho de 2006. Este duo lança o seu primeiro álbum, Close-Up, em Setembro de 2005 pela produtora Mo's Ferry Prod..

## Como atriz e apresentadora
Desde 2005 que esta entra em pequenos papeis em várias séries televisivas, a sua estreia dá-se em 2006 no filme "Maria an Callas" como Sonja, no ano seguinte entra na adaptação para filme do jogo de computador "In the Name of the King: A Dungeon Siege Tale" onde desempenha o papel de Handmaiden, em 2008 tem uma participação na série alemã "Unschuldig" em que faz o papel de Elena Kerber.
É convidada a apresentar várias galas da "Bambi Verleihung" (2004, 2006, 2007) e da "MTV Designrama" (2003) para além de ser recorrente a sua participação como jurada em vários concursos de talento como por exemplo o "Starsearch" (2003 e 2004).

## Causas sociais
Esta é nomeada Embaixadora da UNICEF em Junho de 2006 e visita nessa qualidade o Ruanda em 2006 e a Geórgia em 2007, antes disso já colaborava com inúmeros projectos sociais, ajudando nas campanhas de angariação de fundos, para organizações como Aldeias de Crianças SOS, Cristina Rau e Quelle.